# Aschehougprisen
Aschehougprisen er en norsk litteraturpris, der uddeles hvert år af forlaget Aschehoug. Prisen blev indstiftet i 1972 til Aschehoug 100-års jubilæum.   
Aschehougprisen tildeles norske forfattere som en ærespris, uden hensyn til hvilket forlag de er knyttet til. Uddelingen sker efter bindende indstilling fra Sektionsudvalget for Litteratur i Norsk kritikerlag.
Prisen består af en statuette og et beløb på 100 000 norske kroner (2007). Statuetten er en miniaturekopi af Ørnulf Basts skulptur "Evig liv", hvis original står udenfor forlagslokalerne på Sehesteds plass i Oslo.

## Modtagere af Aschehougprisen
- 1973 – Stein Mehren
- 1974 – Bjørg Vik
- 1975 – Kjartan Fløgstad
- 1976 – Karin Bang
- 1977 – Knut Hauge
- 1978 – Olav H. Hauge
- 1979 – Ernst Orvil og Tor Åge Bringsværd
- 1980 – Idar Kristiansen
- 1981 – Jan Erik Vold
- 1982 – Kjell Erik Vindtorn
- 1983 – Arnold Eidslott
- 1984 – Cecilie Løveid
- 1985 – Edvard Hoem
- 1986 – Rolf Jacobsen
- 1987 – Finn Carling
- 1988 – Einar Økland
- 1989 – Bergljot Hobæk Haff
- 1990 – Erling Kittelsen
- 1991 – Kjell Askildsen
- 1992 – Eldrid Lunden
- 1993 – Jan Kjærstad
- 1994 – Inger Elisabeth Hansen
- 1995 – Lars Amund Vaage
- 1996 – Tor Fretheim
- 1997 – Jon Fosse
- 1998 – Gro Dahle
- 1999 – Øyvind Berg
- 2000 – Laila Stien
- 2001 – Ole Robert Sunde
- 2002 – Ellen Einan
- 2003 – Steinar Opstad
- 2004 – Dag Solstad
- 2005 – Hans Herbjørnsrud
- 2006 – Espen Haavardsholm
- 2007 – Hanne Ørstavik
- 2008 – Paal-Helge Haugen
- 2009 – Thure Erik Lund
- 2010 – Anne Oterholm
- 2011 – Bjørn Sortland
- 2012 – Ragnar Hovland
- 2013 – Erlend Loe
- 2014 – Geir Gulliksen
- 2015 – Vigdis Hjorth
- 2016 – Per Petterson
- 2017 – Øyvind Rimbereid
- 2018 – Liv Køltzow
- 2019 – Johan Harstad
- 2020 – Ikke uddelt
- 2021 – Karin Haugane
- 2022 – Linn Ullmann